# テオルボ・リュートを弾く女性と騎士
『テオルボ・リュートを弾く女性と騎士』（テオルボ・リュートをひくじょせいときし、英: A Woman Playing the Theorbo-Lute and a Cavalier）、また『室内でテオルボ・リュートを弾く女性と騎士』（しつないでテオルボ・リュートをひくじょせいときし、蘭: Luit spelende vrouw en een cavalier in een interieur、英: A Woman Playing the Theorbo-Lute and a Cavalier in an Interior）は、17世紀オランダ絵画黄金時代の画家ヘラルト・テル・ボルフが1658年ごろ、板上に油彩で制作した絵画である。作品は1913年にベンジャミン・アルトマンから遺贈されて以来、ニューヨークのメトロポリタン美術館に所蔵されている。

## 作品

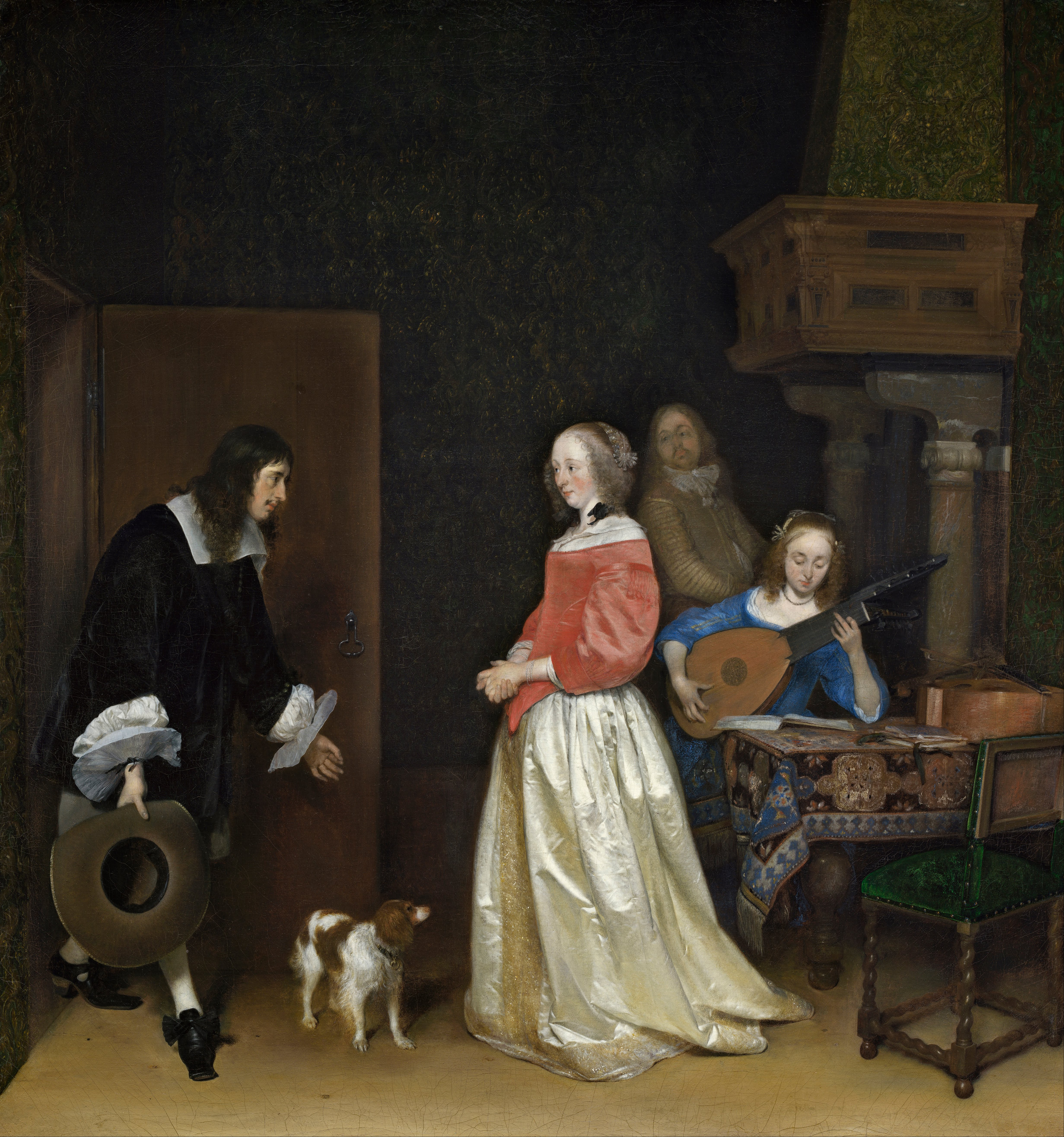
『求婚者の訪問』 (1658年ごろ)、ナショナル・ギャラリー (ワシントン)

テル・ボルフは最初、衛兵詰め所の主題を専門的に描いたが、後に小品の全身肖像画から日常生活の場面までさまざまな画題を扱った。彼は、とりわけ優美なブルジョワ的、貴族的な場面を描く風俗画の第一人者となった。それらの絵画は上品な室内に少数の人物を表したものであり、そこにはたいてい優雅な衣装を纏った女性1人が含まれている。画家が中でも好んだ主題は、室内で合奏を楽しむ男女である。
1650年代後半まで約10年ほど、テル・ボルフは類似した形式でテーブルの周りに4分の3身体像の人物を配置する作品を描いた。本作もそうした作品群に属している。絵画は、若い女性が恋人に見つめられながらテオルボ (弦楽器) を弾き、デュエットを演奏する場面を描いている。彼女は、ナショナル・ギャラリー (ワシントン) 蔵の『求婚者の訪問』 (1658年ごろ) 中のテーブルについて1人で演奏する若い女性を想起させる。騎士 (17世紀の兵士) の男性は布で覆われたテーブルの上に座っており、刀が彼の左側に置かれている。また、その近くには歌集 (当時の一般的な恋人からの贈り物) が見える。この場面は本質的に意味があいまいで、若い女性は純情な娘かもしれないし、娼婦かもしれない。おそらく節度、あるいは関係の移ろいやすさを表す懐中時計もテーブルの上に置かれている。